# Christian Jürgensen Thomsen
Pour les articles homonymes, voir Thomsen et Jurgensen.
Ne doit pas être confondu avec Christian Thomsen.
 (septembre 2021).

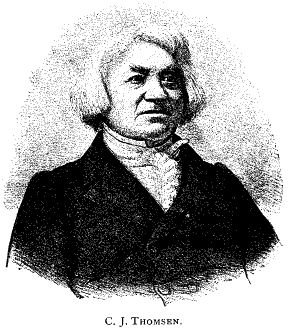
Christian Jürgensen Thomsen (gravure de 1902).

Christian Jürgensen Thomsen (Copenhague 29 décembre 1788 –  Copenhague 21 mai 1865) est un archéologue et préhistorien danois. La théorie des trois âges qui lui est attribuée, en fait le père fondateur de la chronologie préhistorique moderne.

## Biographie
Christian Jürgensen Thomsen séjourne jeune homme à Paris. Il revient avec la passion de la numismatique et de l'évolution historique des pièces de monnaie anciennes.
Il est influencé par la recherche historique à travers les travaux de Lucrèce, Bernard de Montfaucon et Nicolas Mahudel. 
Il devient le premier conservateur  de musée (1819) du Oldnordisk Museum, précurseur de ce qui va devenir le musée national du Danemark (Nationalmuseet) à Copenhague, Christian Jürgensen Thomsen est, comme en témoigne le guide du musée publié en 1836, le premier à ordonner les collections archéologiques d'après la théorie des trois âges, soit en classant les artefacts selon la succession chronologique suivante : âge de la pierre, âge du bronze et âge du fer. Cette division élémentaire demeure à la base du classement des cultures de la préhistoire, bien qu'elle soit critiquée pour sa vision simpliste, époqualiste (en) et européocentrée,.
Christian Jürgensen Thomsen, spécialiste également des monnaies anciennes, a classé les pièces de monnaie bractéates selon des caractéristiques bien précises.

## La théorie des trois âges
Thomsen ne peut se contenter des arrangements aléatoires qui ont cours dans les musées : ceux-ci utilisaient leur propre classification dans le but d'arranger la présentation des pièces exposées. Thomsen pense qu'un meilleur système peut être envisagé, qui prend en compte la séquence chronologique de la production des artefacts.
Il suggère que les premiers hominidés d'Europe sont passés par des étapes de développement technologiques qui sont reflétées dans la production d'outils faits de pierre, de bronze et de fer. Thomsen explique que nul n'aurait utilisé des outils de pierre une fois que leur équivalent en bronze avait été produits ; de même, personne n'aurait utilisé les outils en bronze alors que des outils en fer étaient disponibles. Suivant cette logique, il fait l'hypothèse que le développement technologique humain procède par étapes métallurgiques, de la plus primitive à la plus avancée. Thomsen expose son système des trois âges préhistoriques dans un opuscule de 1836.
L'âge de la pierre est cette période reculée durant laquelle les armes et autres outils ont été fabriqués avec de la pierre, de la laine, des os, ou de pareils matériaux, et durant laquelle très peu de chose ou même rien du tout n'était connu à propos des métaux.
L'âge du bronze est la période durant laquelle les armes et autres outils ont été élaborés en cuivre ou en bronze, et durant laquelle rien ou presque n'était connu du fer et de l'argent.
L'âge du fer, la dernière période considérée, est celle durant laquelle le fer a été utilisé, à la place du bronze et du cuivre, pour les nombreux usages qui lui conviennent .
Cette théorie des trois âges remonte au mythe des races developpé à des fins philosophiques et surtout morales par Démocrite et Épicure, mais c'est Thomsen qui popularise cette  classification tripartite, si bien qu'il est considéré par les préhistoriens comme le père fondateur de la chronologie préhistorique moderne.